# Asplenium khullarii
Asplenium khullarii är en svartbräkenväxtart som beskrevs av Reichst., Amp; Rasbach och Fraser-jenk. Asplenium khullarii ingår i släktet Asplenium och familjen Aspleniaceae. Inga underarter finns listade.